# Disney Channel (Deutschland)
Der deutsche Disney Channel ist ein Ableger des US-amerikanischen Disney Channel. Er startete am 16. Oktober 1999 im Bezahlfernsehen und wechselte am 17. Januar 2014 nach einer rund zweimonatigen Sendepause ins frei empfangbare Fernsehen. Wie zum Jahreswechsel 2020/21 angekündigt, hat der Disney Channel im Januar 2021 ein neues On-Air-Design für das Abendprogramm eingeführt.

## Geschichte

### Als Bezahlfernsehsender (1999 bis 2013)
Am 6. Mai 1999 stellte die Buena Vista (Germany) GmbH bei der Bayerischen Landeszentrale für neue Medien (BLM) den Antrag auf ein bundesweites Unterhaltungsprogramm mit dem Namen Disney Channel. Dieser wurde letztendlich von der BLM am 22. Juli 1999 bewilligt.
Der deutsche Ableger des Disney Channels ging somit am 16. Oktober 1999 mit dem Claim Dein Ideensender. zunächst nur bei Premiere World als Teil des Pakets Family World über Kabel und Astra, auf Sendung. Vor der Einstellung der Pay-TV Verbreitung konnte man ihn via Kabel oder Satellit über die digitale Pay-TV-Plattform Sky, die digitale Pay-TV-Plattform Teleclub, sowie über das IPTV-Angebot Telekom Entertain der Deutschen Telekom empfangen.
Der Disney Channel Deutschland strahlte Disney-Serien und -Filme vor ihrer Free-TV-Premiere aus.
Im Herbst-Winter 2008 wollte der Disney Channel sein Programm auf das 16:9-Format umstellen, tat dies aber nicht. Wann dies der Fall sein sollte, war zum damaligen Zeitpunkt noch unklar. Mit der Einführung des neuen Logos (welches bereits einige Monate vorher durch Spots bekannt wurde) am 8. Dezember 2011 stellte der Sender auf das 16:9-Format um.
Am 21. März 2009 hatte der Disney Channel erstmals 24 Stunden nur eine Serie ausgestrahlt: „Hannah Montana“. Entsprechende Marathons folgten später mit „Die Zauberer vom Waverly Place“ und „Wickie und die starken Männer“. Zum zehnjährigen Jubiläum des Senders wurde die Serie JONAS – Die Serie erstmals in Deutschland ausgestrahlt.
Die Verbreitung des Disney Channel im Pay-TV wurde am 29. November 2013 eingestellt.

### Als frei empfangbarer Fernsehsender (seit 2014)
Im September 2012 erwarb The Walt Disney Company den Sender Das Vierte von Mini Movie International, verzichtete jedoch vorerst auf öffentlich wahrnehmbare Änderungen am Programm. Im April 2013 kündigte Disney jedoch an, Das Vierte durch einen frei empfangbaren Disney Channel zu ersetzen.
Am 1. Januar 2014 um 0:00 Uhr stellte Das Vierte mit einem Abschiedstrailer seinen Sendebetrieb ein; es folgte die Aufschaltung eines Trailers, der über die Inhalte des neuen Disney Channels informiert.
Am 17. Januar 2014 um 6:00 Uhr startete der Disney Channel seinen Sendebetrieb als Vollprogramm erneut mit dem ersten vertonten Zeichentrickfilm mit der Cartoonfigur Micky Maus, Steamboat Willie. Gesendet wird in der Regel zwischen 5:30 Uhr und ca. 1:00 Uhr, in der Zeit zwischen ca. 1:00 Uhr und 5:30 Uhr werden verschiedene Teleshopping-Fenster ausgestrahlt.
Der Slogan des Senders ist seit dem Neustart im frei-empfangbaren Fernsehen „Disney für uns alle“.
Station-Voices des neuen Disney Channels sind Dominik Auer, Marieke Oeffinger und Daniela Hoffmann.
Ab dem 14. Juli 2014 gab es eine Disney-Channel-App für Geräte mit Android- oder iOS-Betriebssystem. Neben dem Programmplan und dem Livestream des Senders konnte man auch hier in der Mediathek Videos der vergangenen 7 Tagen schauen. Die App wurde wie angekündigt am 6. März 2020 eingestellt. Dasselbe gilt für den Livestream als auch die Mediathek, der offizielle YouTube-Kanal bleibt jedoch bestehen.
Viele der Serien vom Disney Channel finden sich ebenfalls auf Disney+.
Der Disney Channel wurde zunächst offiziell als Vollprogramm ausgestrahlt, da die ehemalige Sendelizenz von Das Vierte übernommen wurde. Aufgrund fehlender Nachrichtensendung wurde jedoch ein Antrag zur Umstellung auf ein Spartenprogramm gestellt. Mit Ablauf der Sendelizenz wird der Sender seit Oktober 2014 als Spartenprogramm weitergeführt. 2022 hatte der Sender bei 14- bis 49-Jährigen in Deutschland einen Marktanteil von 1,0 %. Beim Gesamtpublikum ab drei Jahren liegt Disney Channel mit 0,7 % auf Platz 2 der Kindersender hinter Super RTL. Mit einem Marktanteil von 15,2 % in der Zielgruppe lag man im Mai 2023 erstmals auf dem zweiten Platz und überholte damit den KiKA.

## Disney Channel HD
Der HD-Ableger des alten Disney Channels war seit dem 24. Dezember 2011 über Tele Columbus und über Sky empfangbar.
Wie die SD-Version wurde auch der HD-Ableger am 29. November 2013 abgeschaltet und startete, wie die neue, frei-empfangbare SD-Version am 17. Januar 2014 um 6:00 Uhr. Der Sender ist derzeit über HD+ und über verschiedene Kabelpakete, darunter seit dem 3. März 2014 auch bei Vodafone Kabel Deutschland und seit 29. März 2017 auch über DVB-T2 HD, empfangbar.

## Programm
Tagsüber in der Woche, von 5:30 Uhr bis 12:25 Uhr, am Wochenende und in den Ferien von 5:30 Uhr bis 8:00 Uhr, richtet sich das Programm an Vorschüler und Kleinkinder (Mickeys Morgen). Dann kommt das Programm für ältere Kinder, bis 19:25. Am Abend, ab 19:25 Uhr, soll vermehrt eine erwachsene Zielgruppe von Sonntag bis Donnerstag angesprochen werden, aber auch Programm für die ganze Familie, das am Freitag und Samstag um ca. 18:50 Uhr bis ca. 22:00 gesendet wird. So finden sich im Programm des neuen Disney Channel nicht nur aktuelle Disney-Produktionen, sondern auch Klassiker wie Aristocats, Cinderella und Die Muppet Show. Zudem sollen Sendungen von ABC und ABC Family sowie PIXAR-Produktionen ihren Platz finden und zusammen mit deutschsprachigen Eigenproduktionen das Programm abrunden. Ziel des neuen Senders ist es, die Marke Disney in Deutschland bekannter zu machen.
Programmbegleitend wird die Homepage ebenfalls vom Programmveranstalter angeboten. Der Videotext wird nach Angabe des Impressums offiziell von The Walt Disney Company (Germany) verantwortet.

## Moderatoren
| Moderator/in         | im Disney Channel zu sehen | Sendung(en)                                                           | Free-TV | Pay-TV |
| -------------------- | -------------------------- | --------------------------------------------------------------------- | ------- | ------ |
| Amy Mußul            | 2005–2013                  | Premierenparty für …, Fanshows                                        |         | X      |
| Andrea Kaiser        | 2002                       | Live@Five                                                             |         | X      |
| Benedikt Weber       | 1999–2013; seit 2018       | Action Show, Art Attack, Beni Querbeet, Live@Five, Die Beni Challenge | X       | X      |
| Berit Sochor         | 2004                       | X-Tieria – Die Spurensuche                                            |         | X      |
| Caroline Grove       | 1999–2002                  | Live@Five                                                             |         | X      |
| Dennis Wilms         | 2004–2006                  | Ein Star für Dich, X-Tieria – Die Spurensuche                         |         | X      |
| Isabella Soric       | 2008–2013                  | Sondersendungen                                                       |         | X      |
| Jan Köppen           | 2014                       | Mission Freundlichkeit – Mein 100 Tage Experiment                     | X       |        |
| Jasmin Wagner        | 2004–2006                  | Ein Star für Dich                                                     |         | X      |
| Lea Kalbhenn         | 2008–2013                  | Sondersendungen                                                       |         | X      |
| Marco Ströhlein      | 2014                       | Disney Family Time, Mein Auftrag: Der perfekte Antrag                 | X       |        |
| Mary Amiri           | 1999–2002                  | Live@Five                                                             |         | X      |
| Nova Meierhenrich    | 2014                       | Ducks & Friends                                                       | X       |        |
| Sabrina El Ahl       |                            |                                                                       |         | X      |
| Steven Gätjen        | 2014–2017                  | Disney Magic Moments                                                  | X       |        |
| Tahnee Schaffarczyk  | 2014                       | Disney Family Time                                                    | X       |        |
| Jonathan Beck        | seit 2019                  | Tierduell                                                             | X       |        |
| Patricia Strasburger | seit 2019                  | Tierduell                                                             | X       |        |
| Meggy Hussong        | seit 2022                  | Tierduell                                                             | X       |        |

## Empfang
Der frei empfangbare Disney Channel übernahm die Verbreitungswege von Das Vierte über Satellit Astra 1N DVB-S (12460/H/27500), nebenbei ist Disney Channel auch auf Astra 1P DVB-S2 (10803/H/22000) in HD Plus verfügbar und Kabelfernsehen und konnte von Beginn an über 28,5 Millionen und somit 80 Prozent aller deutschen Fernsehhaushalte sowie in Österreich und der Schweiz erreichen. Zusätzlich wird in vielen Ballungsgebieten per DVB-T2 HD gesendet. Des Weiteren besteht im deutschsprachigen Raum die Möglichkeit des Empfangs über Internet als Live-Streaming und über IPTV. Der Disney Channel wird zudem seit dem 3. März 2014 über das Kabelnetz von Kabel Deutschland in Bayern eingespeist. Die Aufschaltung im analogen Kabelnetz von Kabel Deutschland in Berlin erfolgte am 5. Juni 2014. Der Sender ersetzte dabei das NDR Fernsehen. Darüber hinaus wurde der Sender auch in den analogen Kabelnetzen Kabel Deutschlands in einigen Regionen in Sachsen und Sachsen-Anhalt eingespeist. Seit 2019 ist der Kabelempfang nur noch digital möglich.

## Logos des SD-Ablegers

Logo von 1999 bis 2003
Logovariante vom Logo von 2003 bis zum 7. Dezember 2011
Logo vom 8. Dezember 2011 bis zum 29. November 2013
Logo vom 17. Januar 2014 bis zum 1. Februar 2023 (tagsüber, bis 20:15 Uhr)
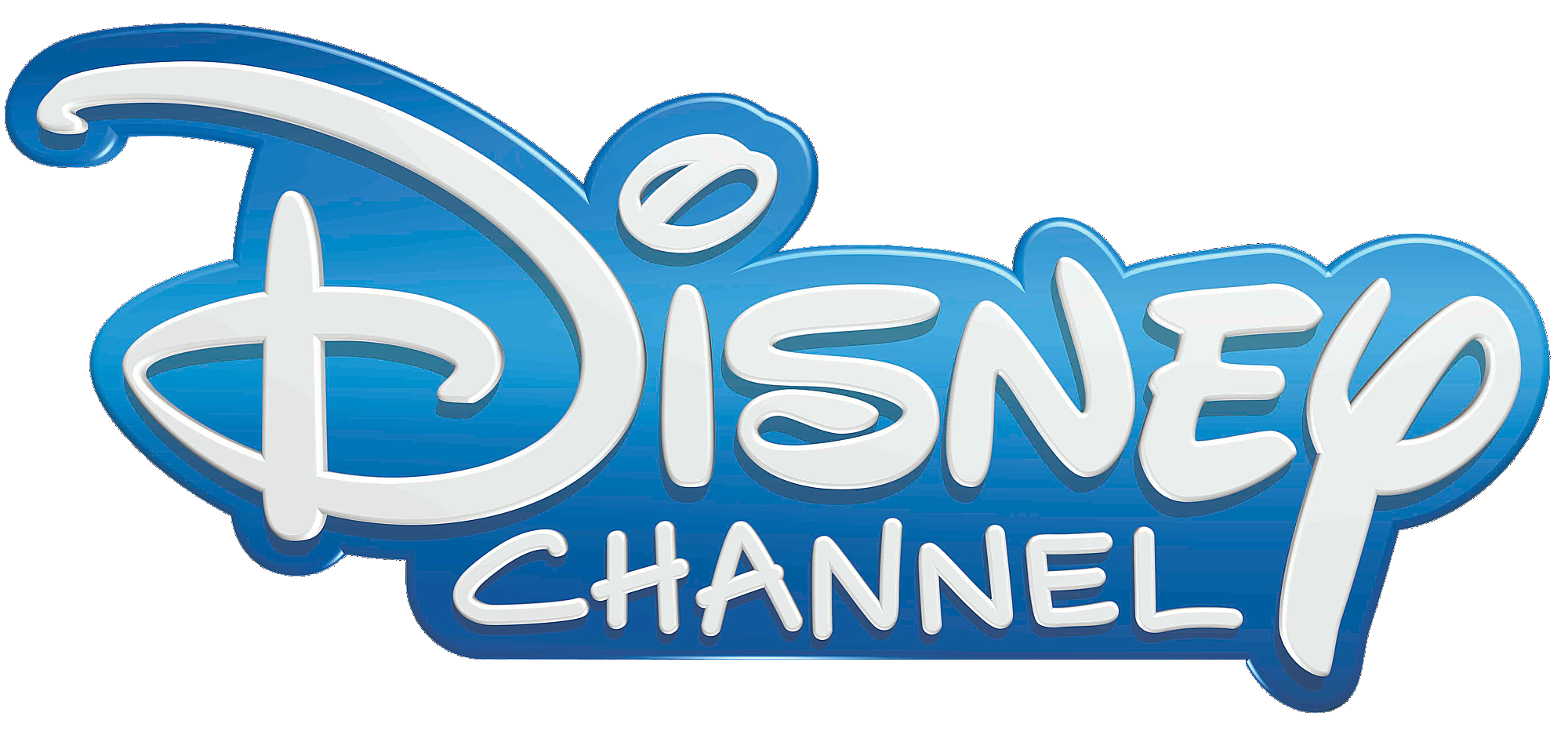
Logo vom 17. Januar 2014 bis zum 1. Februar 2024 (abends ab 20:15)
Logo seit dem 1. Februar 2023 (tagsüber, bis 20:15 Uhr), seit dem 1. Februar 2024 (abends, ab 20:15 Uhr)

Das neue Logo wurde erstmals in Deutschland und seit dem 22. Mai 2014 international verwendet.

## Logos des HD-Ablegers

Logo des HD-Ablegers vom 24. Dezember 2011 bis zum 29. November 2013
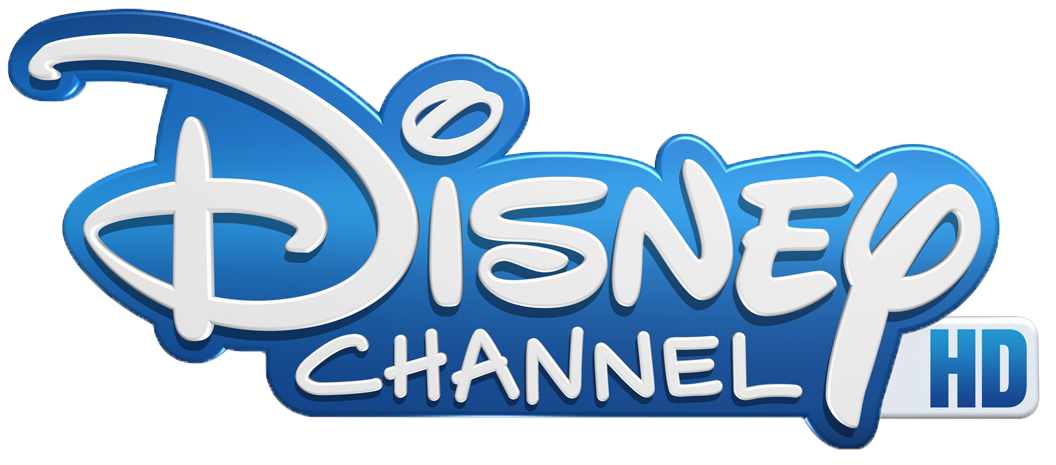
Logo des HD-Ablegers vom 17. Januar 2014 bis zum 1. Februar 2024 (abends, ab 20:15 Uhr)

## Schwestersender
- Disney XD
- Toon Disney
- Disney Junior
- Playhouse Disney
- Disney Cinemagic